# Grand Prix automobile d'Autriche 2001
GP précédent GP suivant
Le Grand Prix automobile d'Autriche 2001 (Grosser A1 Preis von Österreich 2001), disputé sur l'A1 Ring en Autriche le 13 mai 2001, est la 669e épreuve de l'histoire du championnat du monde de Formule 1 courue depuis 1950 et la sixième manche du championnat 2001.

## Classement
| Pos. | No | Pilote                | Écurie           | Tours | Temps/Abandon                      | Grille | Points |
| ---- | -- | --------------------- | ---------------- | ----- | ---------------------------------- | ------ | ------ |
| 1    | 4  | David Coulthard       | McLaren-Mercedes | 71    | 1 h 27 min 45 s 927 (209,638 km/h) | 7      | 10     |
| 2    | 1  | Michael Schumacher    | Ferrari          | 71    | + 2 s 190                          | 1      | 6      |
| 3    | 2  | Rubens Barrichello    | Ferrari          | 71    | + 2 s 527                          | 4      | 4      |
| 4    | 17 | Kimi Räikkönen        | Sauber-Petronas  | 71    | + 41 s 593                         | 9      | 3      |
| 5    | 9  | Olivier Panis         | BAR-Honda        | 71    | + 53 s 775                         | 10     | 2      |
| 6    | 14 | Jos Verstappen        | Arrows-Asiatech  | 70    | + 1 tour                           | 16     | 1      |
| 7    | 18 | Eddie Irvine          | Jaguar-Ford      | 70    | + 1 tour                           | 13     |        |
| 8    | 10 | Jacques Villeneuve    | BAR-Honda        | 70    | + 1 tour                           | 12     |        |
| 9    | 16 | Nick Heidfeld         | Sauber-Petronas  | 69    | + 2 tours                          | 6      |        |
| 10   | 22 | Jean Alesi            | Prost-Acer       | 69    | + 2 tours                          | 20     |        |
| 11   | 23 | Luciano Burti         | Prost-Acer       | 69    | + 2 tours                          | 17     |        |
| Abd. | 8  | Jenson Button         | Benetton-Renault | 60    | Moteur                             | 21     |        |
| Abd. | 19 | Pedro de la Rosa      | Jaguar-Ford      | 48    | Transmission                       | 14     |        |
| Abd. | 6  | Juan Pablo Montoya    | Williams-BMW     | 41    | Panne hydraulique                  | 2      |        |
| Abd. | 21 | Fernando Alonso       | Minardi-European | 38    | Embrayage                          | 18     |        |
| Abd. | 20 | Tarso Marques         | Minardi-European | 25    | Boîte de vitesses                  | 22     |        |
| Abd. | 15 | Enrique Bernoldi      | Arrows-Asiatech  | 17    | Panne hydraulique                  | 15     |        |
| Dsq. | 12 | Jarno Trulli          | Jordan-Honda     | 14    | Disqualifié                        | 5      |        |
| Abd. | 5  | Ralf Schumacher       | Williams-BMW     | 10    | Freins                             | 3      |        |
| Abd. | 7  | Giancarlo Fisichella  | Benetton-Renault | 3     | Moteur                             | 19     |        |
| Abd. | 3  | Mika Häkkinen         | McLaren-Mercedes | 1     | Panne électrique                   | 8      |        |
| Abd. | 11 | Heinz-Harald Frentzen | Jordan-Honda     | 0     | Boîte de vitesses                  | 11     |        |

## Pole position et record du tour
- Pole position : Michael Schumacher en 1 min 09 s 562 (vitesse moyenne : 223,519 km/h).
- Meilleur tour en course : David Coulthard en 1 min 10 s 843 au 48e tour (vitesse moyenne : 219,477 km/h).

## Tours en tête
- Juan Pablo Montoya : 15 (1-15)
- Rubens Barrichello : 31 (16-46)
- David Coulthard : 25 (47-71)

## Statistiques
- 11e victoire pour David Coulthard.
- 132e victoire pour McLaren en tant que constructeur.
- 37e victoire pour Mercedes en tant que motoriste.
- Jarno Trulli est disqualifié pour avoir franchi la ligne matérialisant la sortie des stands avant l'extinction du feu rouge.
- La course s'est effectuée sous le régime de la voiture de sécurité entre le 2e et le 4e tour pour dégager 4 monoplaces calées sur la grille de départ.